# ヒルガードの心理学
『ヒルガードの心理学』は心理学の入門書である。1953年の初版から2014年の第16版まで半世紀以上にわたって改訂され続けている。
アーネスト・ヒルガードは1928年からイェール大学とスタンフォード大学で心理学入門講座を教えており、数十年もの間、出版社から心理学の教科書を執筆するように依頼され続けていた。1951年にヒルガードはスタンフォード大学大学院の研究科長に就任するため同大学心理学部の学部長職を退くまで、テキストの執筆時間を取れるとは思ってもいなかった。さらにヒルガードは心理学分野で長い間好評を博していたロバート・ウッドワースの入門書が、1947年の出版を最後に改訂版の予定がなかったこともあり、新しい入門書が必要であると痛感していた。
本書の執筆に際してヒルガードは、心理学的に重要な問題を提起し、そのような問題にはどのように答えればいいのかを教えることによって、学生を惹きつけるようにした。この点について、ヒルガードは次のように述べている。「本書の計画に際しては、私がこれまで講義で行ってきたのと同じように、とにかく学生のことを考えるようにした。学生にいろいろ質問して考えさせたり、また、説明が不明確のときには話の途中でも質問するようにと促しておくこともせず、ただ一方的に話し続けるような講義を決して認めるわけにはいかない。拙著の構想と執筆に際しては、学生の興味を惹きつけるために、このことばに忠実であり続けるように心掛けた」。このような基本姿勢の下で、ヒルガードは、歴史上最も有名な教科書の一冊となる初版本を執筆し始めた。そして、1953年に本書の初版『心理学入門』(Introduction to Psychology) は熱狂的に受け入れられ、約14万5千部、第2版では、生物学、感覚と知覚、統計と心理測定の章が追加され、第3版は41万5千部も売れたと言う。
ヒルガードは1969年にスタンフォード大学教授の職を退き、名誉教授となったが、その後も18年間にわたって本書を改訂し続けた。急速に拡大発展する心理学の諸分野が、その最適任者によって担当されるように、ヒルガードは共著者の人選に取りかかった。そして第4版 (1967) には生物心理学と認知心理学が専門の第5版 (1971)には臨床心理学が専門のリタ・アトキンソン、第6版 (1975)にはダリル・ベムが執筆陣に加わり、発達心理学、人格心理学、社会心理学の学術資料の精選に関わるようになった。第7版 (1979)には認知心理学が専門のエドワード・スミス教授が執筆陣に加わることになった。これらの執筆陣の絶え間ない努力によって、本書は「学問的に洗練され」「広い範囲を網羅し」「文章がわかりやすい」と高い評価を受けることになった（Pfeiffer、 1980、 p.119）。
第11版 (1993)には臨床心理学と健康心理学専門のスーザン・ノーレン・ホークセマ(Susan Nolen-Hoeksema)が加わり、そして第12版 (1996)と第13版 (1999) は、リタ・アトキンソン（カリフォルニア大学サンディエゴ校）、リチャード・アトキンソン（カリフォルニア大学サンディエゴ校）、エドワード・スミス（ミシガン大学）、ダリル・ベム（コーネル大学）、スーザン・ノーレン・ホークセマ（イェール大学）の執筆陣によって刊行され、本書ならびに心理学教育に対するアーネスト・ヒルガード(1904-2001)の貢献に敬意を表し、第12版(1996)から『ヒルガードの心理学（入門）』(Hilgard's Introduction to Psychology) と改められ、アメリカ合衆国だけでも139大学が本書を教科書に指定し、英語版だけで年間50万部の売り上げにもなっている。
第14版（2003年）は、リタ・アトキンソンとリチャード・アトキンソンの長年の功績に対して『ヒルガード（とアトキンソン）の心理学』(Atkinson & Hilgard's Introduction to Psychology)と書名に名前が冠せられることになった。執筆陣には、エドワード・スミス教授、ダリル・ベム、スーザン・ノーレン・ホークセマ教授の他に、バーバラ・L. フレデリックソン（ミシガン大学）、ジェフリ・ロフタス（ワシントン大学）、ステファン・マーレン（ミシガン大学）が新たに加わり、生物心理学から社会心理学まで、ならびに正常発達から精神病理に至るまで世界一流で、受賞歴もある学者集団によって第14版は手掛けらることになった。本書は、アメリカ心理学会ウェブサイト所収の人名録によれば、「世界中で最も広く最も長く使用されている心理学入門書」と評されている。
第15版（2009年）は、スーザン・ノーレン・ホークセマ、バーバラ・フレデリックソン、ジェフ・ロフタスからなる旧執筆陣に、ヴィレム・ワーグナー（ライデン大学）、クリステル・ルッツ（ユトレヒト大学）、マーク・ライニッツ（ピュージェット・サウンド大学）が加わることで、文字どおり、執筆陣の国際化による世界的な教科書に拡張されることになった。そして第16版 (2014) もスーザン・ノーレン・ホークセマ、バーバラ・フレデリックソン、ジェフ・ロフタスの他に、ヨーロッパのヴィレム・ワーグナー（ライデン大学）、クリステル・ルッツ（ユトレヒト大学）、マーク・ライニッツ（ピュージェット・サウンド大学）が加わり、執筆陣の国際化による世界的な教科書に拡張されたが、スーザン・ノーレン・ホークセマは、第16版執筆中の2013年１月に心臓手術にともなう血液感染症により53歳の若さで亡くなった。
本書はこれまでフランス語、ドイツ語、ヘブライ語、イタリア語、ポルトガル語、スペイン語、中国語に訳されてきたが、第13版〜第16版はスーザン・ノーレン・ホークセマと親交の深かった内田一成（上越教育大学大学院教授）の監訳により、日本語版が刊行されている。